# Keleti György
Keleti György (Losonc, 1946. május 18. – 2020. szeptember 13. (k. n.)) magyar katona, országgyűlési képviselő (1992–2010), 1994–1998 között a Horn-kormány honvédelmi minisztere. Több országgyűlési ciklusban volt az Országgyűlés nemzetbiztonsági, valamint honvédelmi bizottságának elnöke, illetve alelnöke.

## Élete
Általános iskolai tanulmányait Budapesten kezdte és Bukarestben folytatta, végül a magyar fővárosban fejezte be, majd a Toldy Ferenc Gimnáziumban érettségizett, 1964-ben. Sorkatonai szolgálata után felvételt nyert a Zalka Máté Katonai Műszaki Főiskolára, amit 1969-ben végzett el, híradó szakon. Ekkor lépett be az MSZMP-be is. 1969–1970 között századparancsnokként, majd 1971-ben zászlóaljparancsnok-helyettesként teljesített szolgálatot Vácott. 1974–1977 között elvégezte a Zrínyi Miklós Katonai Akadémiát, politikai munkás szakon. 1977-től a Honvédelmi Minisztériumban dolgozott, 1988-ban ezredes, majd 1989-től a HM szóvivője lett.
1992-ben leszerelt, nyugállományba vonult és politikusként folytatta karrierjét, még ugyanebben az évben belépett az MSZP-be. 1994-ben honvédelmi miniszteri tárcát kapott a Horn-kormányban, amelyet 1998-ig töltött be.

## Művei
- Kézikönyv a honvéd úttörőgárdisták vezetőinek; Zrínyi, Bp., 1982
- Stockholm szellemében. A stockholmi konferencián a katonai bizalom- és biztonságerősítés terén elfogadott intézkedések; Zrínyi, Bp., 1987